# Ямада Ері
Ямада Ері  (яп. 山田恵里, 8 березня 1984) — японська софтболістка, олімпійська чемпіонка.

## Виступи на Олімпіадах
| Олімпіада  | Дисципліна | Місце  |
| ---------- | ---------- | ------ |
| Афіни 2004 | софтбол    | Бронза |
| Пекін 2008 | софтбол    | Золото |
| Токіо 2020 | софтбол    | Золото |